# Piero Garino
Piero Garino (Leinì, 9 dicembre 1922 – Torino, febbraio 2009) è stato un pittore italiano.

## Biografia
Nato a Leinì, in provincia di Torino nel 1922, ha vissuto e lavorato a Torino. Ha studiato per qualche tempo in una scuola serale di pittura, ma la sua vera formazione è dovuta al suo lavoro da barman per una decina d'anni; dipingeva e disegnava, riempiendo pezzi di carta di schizzi e di bozzetti, cogliendo attimi di riposo durante le ore di servizio.
Espose per la prima volta nel 1948 in una mostra dedicata ai giovani pittori piemontesi e nello stesso anno allestì la sua prima mostra personale alla Galleria Il Grifo di Torino. Dal 1950 al 1958 è stato invitato alla Biennale di Venezia e ha partecipato alla Quadriennale di Roma. Le sue opere sono state esposte a New York, Parigi, Mosca, Praga, Budapest, Monaco di Baviera e Beirut. Nel 1951 espose a Nizza in una mostra collettiva, insieme ad un gruppo di quindici pittori piemontesi, intitolata “Les peintres de Turin”; rimase a Nizza nei successivi sei mesi, andando in contatto con molti colleghi pittori e personaggi della letteratura francese.
La sua carriera esplose negli anni sessanta quando trovò numerosi seguaci alla sua arte. Nei decenni successivi fu un membro di rilievo per la pittura torinese. La sua attività artistica durò circa sessant'anni, fino alla sua morte nel febbraio del 2009.
Gipo Farassino nell'album Gipo al so Piemont lo cita assieme a Spazzapan prima della canzone Porta Pila.